# إسماعيل ضيف الله
إسماعيل ضيف الله اليامي لاعب كرة قدم سعودي، يلعب كحارس مرمى حالياً في نادي الغزوة.

## مسيرة اللاعب
لعب مع نادي الأخدود ونادي كميت ونادي نجران ونادي حبونا ونادي القلعة ونادي القيصومة ونادي الغزوة.